# Seitai
Le Seitai (整体) désigne une méthode de soin aux origines multiples formalisée par Haruchika Noguchi (1911-1976) au milieu du xxe siècle au Japon. Le terme signifie « corps positionné avec justesse ». Ce soin repose sur le postulat que le corps a une capacité naturelle à se rééquilibrer de façon à assurer son bon fonctionnement, l'objectif étant de restaurer cette sensibilité et les capacités d'auto-régulation de l'organisme.
Le seitai se distingue essentiellement par deux pratiques : le Seitai Sōhō, une technique adaptée à chaque individu, exercée par des experts formés à l'institut Seitai Kyōkai de Tokyo, et le Katsugen Undō qui se présente comme un exercice (semi-involontaire) du système moteur extrapyramidal.

## Historique
L'origine du mot « seitai » est exposée dans un ouvrage en japonais de Michio Takahashi, maître de seitaijutsu (正体術) très populaire au début des années 1920. Mallory Fromm résume ainsi son exposé :
D’après les sources qui font autorité, le terme « seitai » vient de la médecine classique chinoise et il est connu depuis des siècles. Au début du xxe siècle, ce mot devint populaire, mais avec des idéogrammes différents.
Michio Takahashi utilisait le terme seitai. L’idéogramme pour « sei » est 正 ce qui veut dire : naturel, correct – bien que Takahashi l’utilise comme un verbe. Il parle du seitai comme étant : tadashii karada (正體), « le corps conforme » (correct/proper body). Le terme pour corps : karada (體) vient du chinois classique et suggère que Takahashi voulait inscrire son école dans une lignée.
Il y eut aussi 正体 pour écrire « seitai » avec un nouveau kanji  pour écrire « corps » et une approche plus moderne.
Puis 正胎, voulant dire « utérus conforme ». Ceci donna seitaijutsu écrit ainsi : 正胎術, « l’art de l’utérus conforme ».
On en vint à 生体, le « corps vivant ».

Et finalement 整体, « mettre le corps dans le meilleur ordre possible », terme que Noguchi rendit public en 1943. Cette écriture du mot seitai devint la norme, elle est connue en tant que « Noguchi seitai ».
Le « Noguchi Seitai » a été conçu par Haruchika Noguchi à l'issue de travaux d'un groupe de praticiens éminents de médecines traditionnelles qui se réunissaient pendant la seconde guerre mondiale. Yoshida Naoki décrit ainsi la composition de ce groupe :
Il y a eu une époque, avant et après guerre, où existait une organisation appelée Dainippon Rengo Chiryoshikai, sous la direction de Haruchika Noguchi.
Je me souviens d’Akiko, la femme de Noguchi, me disant : « Avec le recul, il semble que ce fut le temps le plus heureux de sa vie ». En fait, c’est probablement parce que le seitai sōhō avait atteint sa maturité, de sorte que cette période a été celle où la philosophie du seitai a pris forme.
Il semble que la Dainippon Rengo Chiryoshikai ait été constituée d’individus de premier plan. Me Noguchi n’a jamais cité de noms, mais on suppose qu’il y avait de nombreux membres.
Tous étaient heureux de partager leurs secrets et traditions. Pour chaque type de sōhō, seuls les résultats des expériences menées sur vingt personnes ou plus furent consignées. De cette manière, les membres ont rassemblé les résultats observables, et le seitai sōhō a été considéré comme méthode de traitement préférable.
Membres éminents :
- Le célèbre Me Gosaku Nonaka, qui pouvait guérir rapidement les maladies de peau.
- Me Uzo Nagamatsu, qui a découvert le « point de Nagamatsu », aussi appelé “detox point” (5e point de l’abdomen).
- Me Seiji Miyamawari, connu pour diagnostiquer les maladies sur les seules indications données par le coccyx au toucher.
- Me Kazumichi Shibata, un fondateur du sokushindo, spécialiste du pied et de la main.
- Me Shinichi Yamada a défendu le puraana sōhō [prāṇa sōhō], modèle du yukihō.

On dit qu’il y avait aussi Maître Ryotaro Kajima qui inventa 978 techniques (sōhō), des chiropracteurs et des acupuncteurs, et un homme qui se rendait à pied dans des villages de pêche de tout le Japon, à la recherche du soseihō (technique de réanimation).
Maître Noguchi les appelait ses « collègues » bien qu’il fût en compétition avec eux.
Naturellement, c’est Maître Chiwaki Matsumoto (et son Reigaku Dōjō) qui a exercé le plus d’influence sur Maître Noguchi. Il y avait aussi Maître Kyotsuki Matsubara qui a inventé le katsugen undō. On peut distinguer clairement la trace de Maître Michio Takahashi, le fondateur du seitaijutsu, un autre maître qui a précédé Noguchi.
Maître Noguchi a utilisé sa sensibilité pour choisir parmi les techniques que ces enseignants dévoués partageaient en toute liberté. Il les a rénovées sur la base d’effets observables, pour les appliquer ensuite à la création du seitai sōhō.
On peut dire que ceci est la véritable histoire cachée du seitai.

Cette liste devrait être complétée par Keizo Hashimoto, inventeur du Sōtai (操体), et Tsunezo Ishii, créateur de la méthode du « ki vivant » dont Noguchi reconnaissait s'être fortement inspiré. La thérapie de ce dernier est considérée être reliée au katsugen undō :
Tsunezo Ishii (1875- ?) était un grand Général de l’armée japonaise. Retraité en 1923, il revint d’Amérique après avoir servi à l’ambassade japonaise. Il forma le Seiki Kenkyujo (Living Ki Research Institute). Cet institut avait pour but d’utiliser les pouvoirs de guérison du ki pour une « thérapie d’auto-renforcement du ki vivant » (生気自強療法 seiki jikyō ryōhō). Il publia trois livres au sujet de cette thérapie en 1925. Elle utilisait le système nerveux pour éveiller le mouvement spontané.
Haruchika Noguchi, d'abord guérisseur, avait étudié de manière autodidacte de nombreuses méthodes thérapeutiques orientales et occidentales. Cependant, dans les années cinquante, à près de quarante ans, il décida de renoncer à l'approche thérapeutique. Itsuo Tsuda, écrivain et philosophe qui étudia avec lui, décrit ce changement de perspective comme suit : 
« Quand il [H. Noguchi] guérissait l'estomac faible, le patient se mettait à manger démesurément et revenait chez lui avec un mal au foie. Simple transfert de maladie. Les gens se mettaient à faire des débauches sans tenir compte des besoins de leur organisme, dans l'idée qu'il suffisait d'aller chez lui pour tout remettre en place. Il devenait le réparateur des erreurs commises par ses clients. Un rapport de dépendance s'est établi. Quand il s'absentait pour un voyage, ses clients ne trouvaient rien d'autre à faire que d'être inquiets et de tomber malades. En essayant d'enlever les béquilles, il devint lui-même une autre béquille, de taille cette fois. C'est alors qu'il est arrivé à la conception du Seitai. Pour que les gens puissent marcher avec leurs propres pieds, il faut leur apprendre à se servir de leur corps. »

## Principe
Le Seitai repose sur le postulat fait par Haruchika Noguchi que le corps a une capacité naturelle à se rééquilibrer de façon à assurer son bon fonctionnement. À l'inverse, le corps perdrait cette capacité à se rééquilibrer de lui-même lorsqu'il serait mal utilisé, se désensibiliserait, ou deviendrait apathique. Le Seitai a pour objectif de restaurer cette sensibilité et ces capacités d'auto-régulation. 

Selon Haruchika Noguchi, à force de chercher à se rendre la vie plus facile ou de chercher à se protéger pour rester en bonne santé, le corps s’affaiblit :  
« Tous les animaux vivent en prenant les changements extérieurs comme des stimuli, en s'adaptant à eux. S'adapter signifie vivre en changeant la forme ou les fonctions du corps pour que cela convienne avec l'environnement. Seul l'être humain considère qu'il est sain de vivre en adaptant l’environnement à ses besoins. Pour cette raison, il fait constamment des efforts pour changer cet environnement. Pour arriver ici plus vite, je suis venu en voiture plutôt qu'à pied, mais si nous en faisons une commodité quotidienne, nos jambes vont s'affaiblir graduellement et parce qu'elles s'affaibliront, nous ferons davantage d'efforts pour éviter la marche. Il y a la nourriture : nous avons trouvé des façons de la rendre plus digeste en la faisant bouillir ou rôtir et en l’assaisonnant. Mais maintenant, si vous ne faites ni rôtir ni bouillir ces aliments, vous trouvez qu'il est difficile de les manger et si la nourriture n'est pas très digeste, l'estomac trouve que c'est trop difficile ; l'estomac s'est adapté lui-même à cette situation.[...] Ainsi chaque fois que nous adaptons l'environnement à nous-même, le besoin de faire de nouvelles améliorations surgit et nous devenons encore plus faibles. […] Ce n'est pas parce que nous avons perdu cette faculté naturelle que le corps devient faible mais bien parce que nous la possédons. » 
Selon cette conception, la santé est considérée d'une manière particulière : la maladie ne serait que le symptôme d'un corps qui essaie de rétablir son équilibre, et elle deviendrait chronique lorsque les ressources pour rétablir la santé viendraient à manquer ou seraient entravées. Haruchika Noguchi en parlait ainsi « Si vous êtes blessé, cela fait mal, n'est-ce pas ? Si cela fait mal c'est que les forces du corps se rassemblent, les liens à travers le corps sont activés et la blessure est réparée. La douleur, la forte fièvre et la diarrhée, toutes sont des activités de récupération. »

## Méthodes et Pratiques

### Seitai Sōhō
Le Seitai Sōhō (整体 操法) (ou technique Seitai) est une intervention visant à aider le corps d'un individu à retrouver sa propre vitalité, lui permettant ainsi de se rééquilibrer seul. Cette intervention doit être spécifique et adaptée à chaque individu, et seuls les experts formés à l'institut Seitai Kyōkai de Tokyo sont en mesure de l'appliquer. Selon les situations, ceux-ci peuvent également proposer des exercices corporels spécifiques (体操 Taisō) permettant de stimuler les réactions naturelles du corps. Ces Taisō peuvent être faits par la personne elle-même, et dans certains cas avec l'aide d'un partenaire.

### Katsugen Undō
Le Katsugen Undō (活元運動) (ou « Mouvement régénérateur » tel que traduit par Itsuo Tsuda) est décrit par Haruchika Noguchi comme un exercice du système moteur extrapyramidal (qui désigne les circuits nerveux responsables de la motricité involontaire, comme les réflexes et le contrôle de la posture) : « Le corps humain est doué d'une faculté naturelle qui réajuste sa condition. Cette faculté, précisera-t-il plus tard, est du ressort du système moteur extra-pyramidal. » Cette pratique fut reconnue par le ministère de l'éducation japonais, aujourd'hui ministère de l'éducation, de la culture, des sports, de la science et de la technologie.

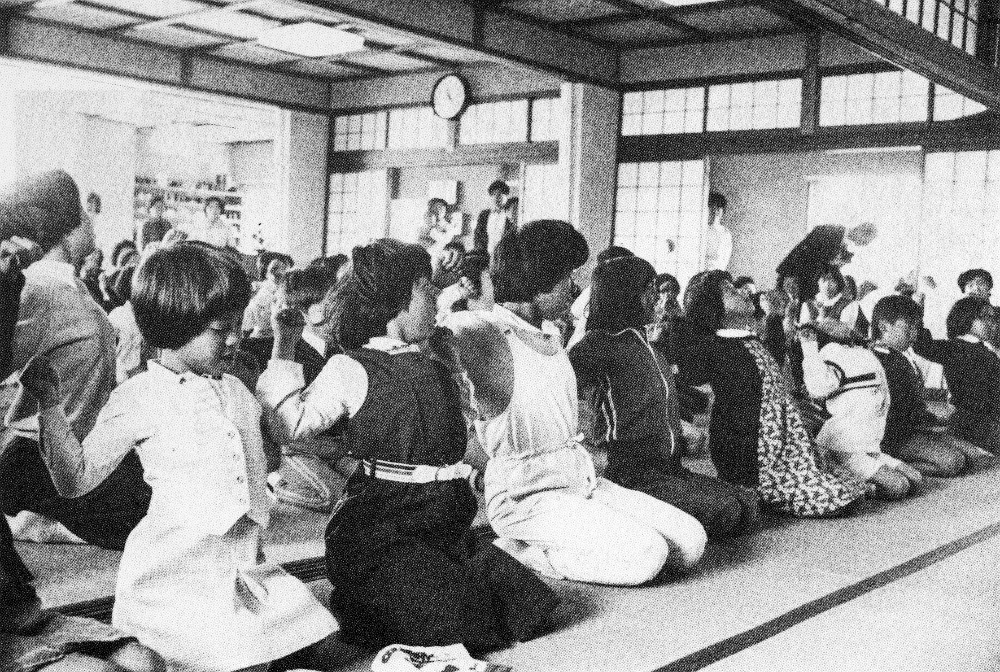
Enfants pratiquant le Katsugen Undō à Seitai Kyōkai, Tokyo, 1970

Yuusuke Noguchi, fils de Haruchika Noguchi et responsable technique de l’institut Seitai, en parlait ainsi :
« [C'est] une sorte d’éducation physique utilisant le mouvement involontaire. Ainsi, vous devriez le considérer comme un moyen pour restaurer la résilience du corps. Ce n’est sûrement pas une forme de « mystique orientale ». Il n’y a vraiment rien d’extraordinaire à propos du Katsugen Undō. C’est simplement la manifestation d’un travail interne que les êtres humains possèdent à l’origine. »
En d'autres termes, comme le précise Itsuo Tsuda :
« il y a deux formes de mouvement régénérateur l'une existant de fait chez tous les individus, sous forme de réactions naturelles de l’organisme, telle que : bâillement, éternuement, agitation pendant le sommeil, etc. ; l’autre, dont la formule a été mise au point il y a un demi-siècle, par Maître Haruchika Noguchi. »
Haruchika Noguchi a ainsi développé une méthode pour pratiquer une gymnastique chargée d'exercer ce système involontaire. Cette pratique s'inscrit pleinement dans sa conception du Seitai, en ce qu'elle devrait permettre au corps de se rééquilibrer lui-même. Les exercices techniques préliminaires de cette pratique visent alors à mettre le corps dans un état de réceptivité à ses propres besoins : « On n’exécute pas le mouvement régénérateur. C’est lui qui se déclenche, en répondant au besoin de l’organisme. »

## Le Seitai en Occident
Le Katsugen undō a été introduit en Europe par Itsuo Tsuda dans les années 1970,. Celui-ci fut à l'origine de nombreux groupes de Mouvement régénérateur (Katsugen Kai), en Asie (Tokyo, Séoul, Busan) et en Europe (Paris, Genève, Madrid, Bruxelles, Ibiza, Rome, Milan, Londres). 
D'autres enseignants se sont implantés en Europe pour transmettre le Seitai de la lignée de Kuniaki Imoto, dont le père a connu Haruchika Noguchi. Toutefois, aucun dojo du Noguchi Seitai hors du Japon n’est enregistré à la Seitai Kyōkai.
Aux États-Unis, Mallory Fromm, professeur de Cultures comparées à l'Université Meiji de Tokyo et formé pendant vingt ans au Noguchi Seitai, a fondé SIKE (“Spinal Integration Ki Energy”), une approche qui fusionne le Seitai avec une technique occidentale appelée “physio-synthesis”.
En France, une synthèse du Seitai et de l'art du reboutage est enseignée par Andréine Bel sous la désignation "Yukidō" ("La voie du Ki joyeux").